# شارلوته جونز
شارلوته جونز (بالإنجليزية: Charlotte Jones)‏ هي كاتِبة وكاتبة مسرحية بريطانية، ولدت في 2 يونيو 1968 في المملكة المتحدة.

## وصلات خارجية
- شارلوته جونز على موقع IMDb (الإنجليزية)
- شارلوته جونز على موقع قاعدة بيانات برودواي على الإنترنت (الإنجليزية)
- شارلوته جونز على موقع قاعدة بيانات الفيلم (الإنجليزية)